# Bitwa pod Goglandem
Bitwa pod Goglandem miała miejsce 17 lipca 1788 podczas wojny rosyjsko-szwedzkiej.

## Wstęp
W momencie wybuchu wojny z Rosją w 1788 Szwedzi zaplanowali niezwykle śmiały atak na samą stolicę imperium – Petersburg. Jedna ze szwedzkich armii miała przejść przez Finlandię i wkroczyć na teren Rosji, druga armia, osłaniana przez flotę przybrzeżną, powinna w tym czasie posuwać się wzdłuż fińskiego wybrzeża w głąb Zatoki Fińskiej, natomiast trzecia armia miała być przewieziona morzem przez flotę wojenną, by dokonać desantu w okolicach Oranienbaumu, skąd następnie miała ruszyć na Petersburg. By tego dokonać, należało zablokować rosyjską flotę wojenną w Rewlu i w Kronsztadzie.
Na początku lipca szwedzka flota wojenna, w której skład wchodziło 15 okrętów liniowych, wpłynęła do Zatoki Fińskiej i stanęła w ufortyfikowanym porcie Sveaborg, z którego następnie 14 lipca wypłynęła w kierunku Oranienbaumu. W pośpiechu zebrana flota rosyjska mająca 17 okrętów liniowych i dowodzona przez admirała Samuela Greiga wypłynęła z Kronsztadu i spotkała flotę szwedzką 17 lipca 1788 w pobliżu wyspy Gogłand.

## Bitwa
Obie floty w przybliżeniu były sobie równe, różniły się tylko poziomem swych dowódców – podczas gdy wódz floty rosyjskiej Greig był doświadczonym oficerem marynarki, dowodzący Szwedami książę Karol nie miał zbyt wielkiego pojęcia o walce na morzu. Podczas bitwy doszło do walki obu okrętów flagowych, na skutek której flagowy okręt księcia Karola musiał opuścić swoją linię i w chmurach dymu wycofał się z walki. Następnie okręt flagowy Greiga Rościsław, mający na pokładzie 100 dział, zaatakował 70-działowego Księcia Gustawa, którym dowodził wiceadmirał Gustaw Wachtmeister. Okręt szwedzki został zmuszony do poddania się. W innym miejscu toczących się walk Szwedzi poważnie uszkodzili 74-działowego Władysława, który stracił sterowność i, dopiero gdy otoczony został przez szwedzkie okręty, poddał się 62-działowem okrętowi Kronprins Gustav Adolf. Bitwa trwała sześć godzin i przerwana została na skutek zapadających ciemności, która rozdzieliła obie floty. Było to korzystne dla szwedzkich okrętów, gdyż tym zaczęło już brakować amunicji.

## Po bitwie
Obie strony, co się rzadko zdarza, zdobyły po jednym okręcie przeciwnika. Jednak Rosjanie ponieśli większe straty – około 600 ludzi zabitych w porównaniu z 200-300 zabitymi Szwedami. Bitwa taktycznie była nierozstrzygnięta, jednak strategiczne zwycięstwo odniósł Greig, któremu udało się nie dopuścić do szwedzkiego desantu.
Flota szwedzka wraz z całym transportem wojska wróciła do portu Sveaborg.

## Walczące floty

### Szwecja
- 15 okrętów liniowych
- 7 fregat
- RAZEM: 22 okręty i 1180 dział

### Rosja
- 100-działowy trzypokładowy okręt liniowy Rościsław
- 74 działowe okręty liniowe (8 okrętów): Wsiesław, Mieczesław, Rodisław, Mścisław, Władysław
- 66 działowe okręty liniowe (8 okrętów)
- duże fregaty (7 okrętów)
- RAZEM: 24 okręty i 1236 dział